# The Arkitects
I The Arkitects sono un duo di produttori hip hop composto da Shawn Campbell e Marshall Leathers.
Hanno prodotto Ching-a-Ling, singolo del 2008 di Missy Elliott.

## Discografia
2006
- Xzibit - Full Circle
  - 10. Black & Brown
- Colonna sonora di Ti va di ballare?
  - - Che'Nelle, Teach Me How to Dance [1]
- Colonna sonora del videogame per Xbox 25 To Life
  - 01. Grafh, Bad Company
- Jeannie Ortega - No Place Like Brooklyn
  - 9. "Bling"

2008
- Missy Elliott - Colonna sonora di Step Up 2: la strada per il successo e Block Party
  - 08. Ching-A-Ling